# (51663) Lovelock
(51663) Lovelock ist ein Asteroid des Hauptgürtels, der am 15. Mai 2001 von Astronomen des LONEOS-Projekts an der Anderson Mesa Station (IAU-Code 688) des Lowell-Observatoriums entdeckt wurde.
Der Asteroid wurde am 6. August 2009 nach dem britischen Wissenschaftler James Lovelock (1919–2022) benannt, der Abschlüsse in Chemie, Medizin und Biophysik hatte und zusammen mit Lynn Margulis die Gaia-Hypothese begründete.